# کوچو (دوره)
کوچو (به ژاپنی: 弘長 Kōchō)؛ نام یک عصر تاریخی ژاپنی (نِنگُو) بود. این عصر بعد از بونئو و قبل از بونئی قرار داشت و از فوریه ۱۲۶۱ تا فوریه ۱۲۶۴ میلادی به طول انجامید. در طی این عصر امپراتور کامه‌یاما، امپراتور ژاپن بود.